# タッチ・ミー (カーペンターズの曲)
「タッチ・ミー」 (Touch Me When We're Dancing) は、テリー・スキナー、J.L.ウォレス、ケン・ベルが書いた曲。
カーペンターズによるカバー曲も知られる。

## 概要
スキナーとウォレスは、アラバマ州マッスル・ショールズのバンド、Bama を率いており、1979年にシングルとして初めてこの曲をリリース、ビルボードのイージーリスニングチャートで42位を獲得、ビルボードホット100では86位に達した。
同曲は、1981年にカーペンターズのアルバム『メイド・イン・アメリカ』でカバーされ、1984年、カントリー・ミュージックアーティスト、ミッキー・ギリーとチャーリー・マクレインによるデュエットアルバム『It Takes Believers』で、1986年にはカントリーミュージックバンド アラバマによってカバーされた。

## Bamaによる原曲
Bamaのバージョンはジム・ビエンノーによって作成され、Free Flightレーベルからリリースされた。ビルボードから「スムーズな制作」を称賛する肯定的なレビューを受け、この歌で「グループの強いアイデンティティを表現できるようにする」と述べられた。

## カーペンターズ・バージョン
カーペンターズの「タッチ・ミー」 (Touch Me When We're Dancing) は、1981年夏のアルバム『Made in America』でリリースされた。ビルボードホット100の16位になり、トップ40に到達した最後のシングル曲となり、その後、カーペンターズはチャートに3年以上浮上しなかった。また、アダルト・コンテンポラリーチャートで15番目、そして最後の1位獲得曲となった。
なお、B面に収録されている「Because We Are in Love (The Wedding Song)」は、1980年8月31日にカレン・カーペンターがトーマス・バリスと結婚したときに演奏された曲でもある。

### ミュージックビデオ
「タッチ・ミー」のミュージック・ビデオは、DVD『Gold: Greatest Hits』に収録されている。
このビデオは、カレン・カーペンターが兄リチャード・カーペンターのピアノで歌い、ゆっくりと踊っている様子が映されている。
リチャードの黒いピアノにカップルのダンスの映像が映されており、リチャードの演奏中、リチャードの手元を後ろから写しているシーンも同様となっている。
背景には、ギタリストとドラマーが写っている。

### チャート
| 国名           | チャート (1981)                   | 最高 順位 |
| -------------- | --------------------------------- | --------- |
| カナダ         | RPM アダルトコンテンポラリー      | 4         |
| アメリカ合衆国 | US Billboard Hot 100              | 16        |
| アメリカ合衆国 | US Adult Contemporary (Billboard) | 1         |
| オーストラリア | Australian Singles Chart          | 78        |

## 演奏者
- カレン・カーペンター – リードボーカル、バックコーラス
- リチャード・カーペンター – バックコーラス、フェンダー・ローズ・エレクトリック・ピアノ、ピアノ、オーケストレーション
- ジョー・オズボーン - バスギター
- トニー・ペルーソ - アコースティック・ギター、エレクトリック・ギター
- ティム・メイ – アコースティック・ギター、エレクトリック・ギター
- ラリー・ロンディン – ドラムス
- パウリーニョ・ダ・コスタ - ウィンドチャイム、カバサ、シェイカー、タンバリン、カウベル
- トム・スコット – テナーサクソフォン
- アール・ダムラー - オーボエ
- キャロリン・デニース – バックコーラス

## アラバマバージョン
アルバム『The Touch』の最初のトラックとして1986年9月に、アラバマによるカバー曲がリリースされた。同年後半にビルボードのホットカントリーソングチャートでナンバーワンヒットとなり、1980年から数えて20番目のストレートチャートトップとなった。
また、ミュージックビデオがマーク・ボール監督の手によって作られた。

### チャート
| 国名           | チャート (1986)                  | Peak position |
| -------------- | -------------------------------- | ------------- |
| アメリカ合衆国 | US Hot Country Songs (Billboard) | 1             |
| カナダ         | RPM Country Tracks               | 1             |